# Anisodes argyrostygma
Anisodes argyrostygma là một loài bướm đêm trong họ Geometridae.